# Desis vorax
Desis vorax är en spindelart som beskrevs av Ludwig Carl Christian Koch 1872. Desis vorax ingår i släktet Desis och familjen Desidae.
Artens utbredningsområde är Samoa. Inga underarter finns listade i Catalogue of Life.